# Monreal del Llano
Monreal del Llano ist eine Gemeinde (Municipio) und ein Dorf mit 45 Einwohnern (Stand: 2024) in der Provinz Cuenca in der Autonomen Region Kastilien-La Mancha. 

## Lage
Monreal del Llano liegt etwa 75 Kilometer südwestlich von Cuenca in einer Höhe von ca. 735 m. 

## Bevölkerungsentwicklung
| 1970 | 1981 | 1991 | 2001 | 2011 | 2021 |
| ---- | ---- | ---- | ---- | ---- | ---- |
| 180  | 108  | 98   | 83   | 79   | 52   |

## Sehenswürdigkeiten
- Archäologische Fundstelle La Torrecilla

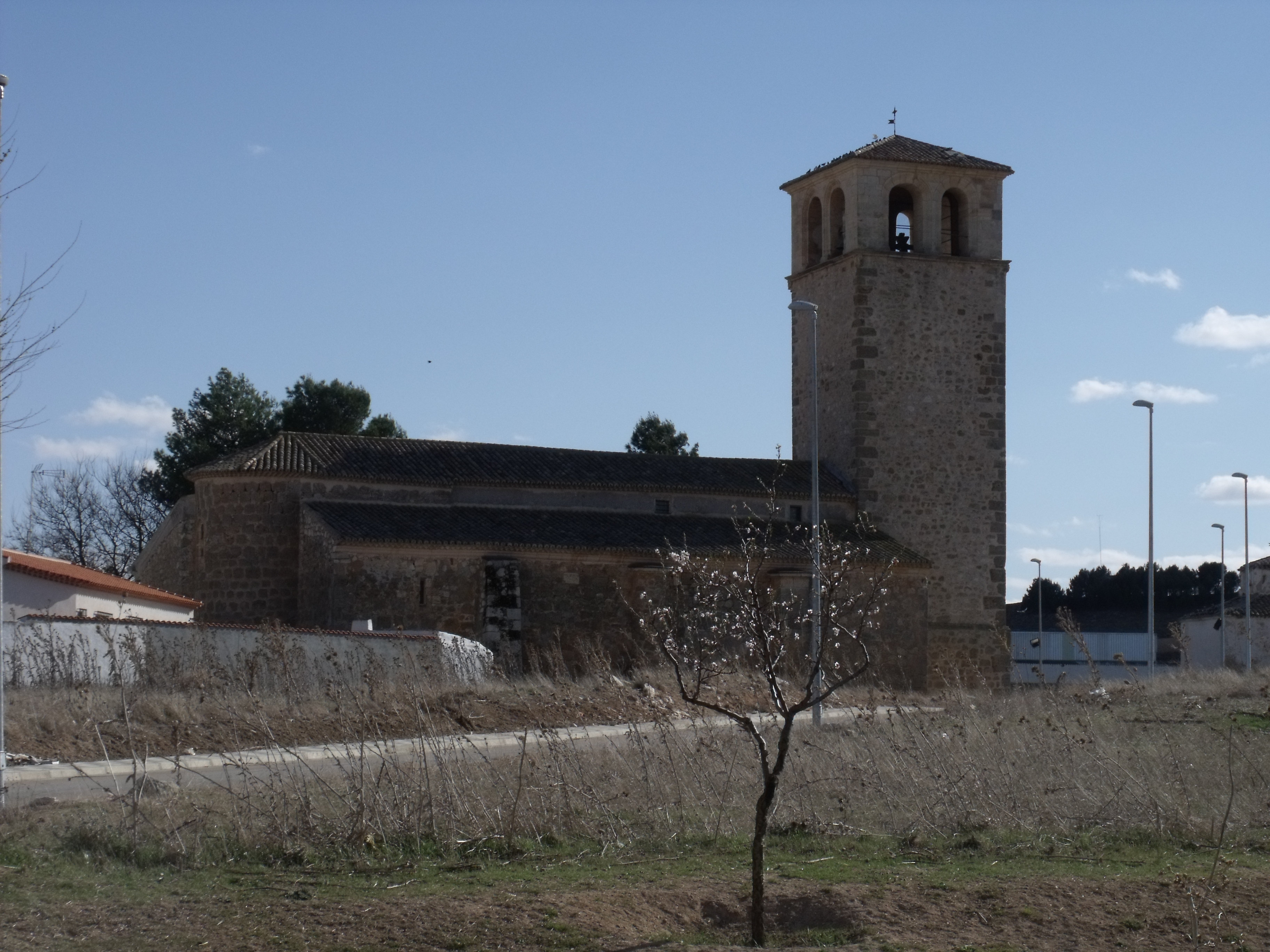
Kirche Mariä Himmelfahrt
- Benediktskapelle

- Kirche Mariä Himmelfahrt